# 렁 아담
렁 아담(헝가리어: Lang Ádám, 1993년 1월 17일 ~ )는 헝가리의 축구 선수로 현재 키프로스 1부 리그의 AC 오모니아에서 수비수로 활동 중이며 헝가리 국가대표팀의 일원으로도 활동하고 있다.

## 선수 경력

### 클럽
2008년 자국 리그의 FC 베츠프렘에서 데뷔한 후 2011-12 시즌까지 51경기 3골을 기록했고 이후 죄르 ETO로 이적하여 2014-15 시즌까지 76경기 1골을 기록하면서 2012-13 헝가리 1부 리그 우승, 2013-14 리그 준우승, 2012-13 헝가리컵 준우승, 2013년 헝가리 슈퍼컵 우승 등의 주역으로 활약했다.
그 후 2015-16 시즌을 앞두고 페헤르바르 FC로 이적한 뒤 2016-17 시즌까지 공식전 35경기 2득점으로 2015년 헝가리 슈퍼컵 준우승에 기여했으며 시즌 중반 프랑스 1부 리그의 디종 FCO로 이적하여 2017-18 시즌까지 24경기의 공식전에 출전했다.
그 후 프랑스 2부 리그의 AS 낭시로 임대 이적 후 리그 14경기를 소화했고 2017-18 시즌 종료 후 루마니아 1부 리그의 CFR 클루지로 이적하여 24경기의 공식전에 출전하며 리그 우승, 루마니아 슈퍼컵 우승에 기여했다.
그리고 2019-20 시즌 개막을 앞두고 키프로스 1부 리그의 AC 오모니아로 이적하여 현재까지 2020-21 시즌 리그 우승, 2021년 키프로스 슈퍼컵 우승 등의 성과를 남겼다.

### 국가대표팀
2014년 5월 22일 덴마크와의 친선 경기에서 국제 A매치 데뷔전을 치른 이후 UEFA 유로 2016 본선 4경기에 모두 출전하며 1986년 FIFA 월드컵 8강 이후 무려 30년만의 메이저 대회 토너먼트(16강) 진출에 기여했다.
그리고 2016년 11월 13일 안도라와의 2018년 FIFA 월드컵 유럽 지역 예선 B조 4차전에서 A매치 데뷔골을 신고했고 이후 UEFA 유로 2020을 통해 2회 연속 유로 대회 본선 엔트리에 합류하며 비록 단 1경기도 출전하지 못했고 팀도 16강에 오르지는 못했지만 포르투갈, 프랑스, 독일 등 강팀들을 상대로 팀이 선전하는데에 큰 힘을 실어줬다.

## 수상

### 클럽
죄르 ETO
- 넴제티 버이녹샤그 I : 우승 (2012-13), 준우승 (2013-14)
- 헝가리 슈퍼컵 : 우승 (2013)
- 헝가리컵 : 준우승 (2013)

페헤르바르 FC
- 헝가리 슈퍼컵 : 준우승 (2015)

 CFR 클루지
- 리가 I : 우승 (2018-19)
- 루마니아 슈퍼컵 : 우승 (2018)

 AC 오모니아
- 키프로스 1부 리그 : 우승 (2020-21)
- 키프로스 슈퍼컵 : 우승 (2021)